# Progomphus perithemoides
Progomphus perithemoides – gatunek ważki z rodziny gadziogłówkowatych (Gomphidae). Występuje na terenie Ameryki Południowej.